# Planisfero Contarini

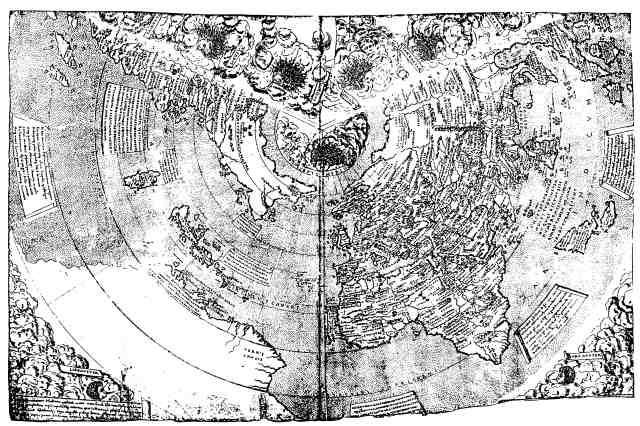
Il planisfero Contarini.

Il planisfero Contarini, disegnato dal cartografo italiano Giovanni Matteo Contarini nel 1506, è il primo planisfero che utilizza una proiezione conica, nonché la prima carta stampata che rappresenta il Nuovo Mondo. La sola copia sopravvissuta è conservata presso la British Library.

## Descrizione
Il planisfero utilizza una proiezione conica regolare, dove i paralleli sono dei cerchi concentrici, e i meridiani delle linee che hanno origine dal polo nord.
Su questa carta, la Groenlandia e Terranova sono collegate, e formano la parte nord-orientale del continente asiatico; non esiste nessun continente nordamericano. Alla sua estremità si trova una legenda che recita «questa terra fu scoperta da navigatori per conto del re del Portogallo», senza dubbio Gaspar e Miguel Corte-Real. Non vi è alcun riferimento ai viaggi di Giovanni Caboto.

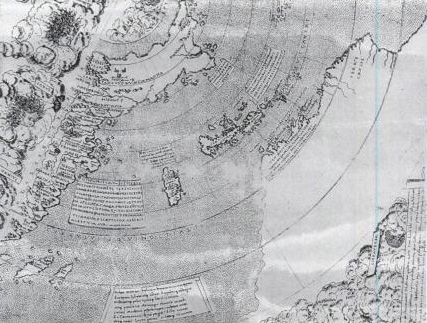
Dettaglio raffigurante Cuba, Cipango e le coste asiatiche e sudamericane.

Sono raffigurate anche Cuba e Hispaniola; Cuba è separata da Zipangu (Cipango) da un braccio di mare, e Cipango è anche distinto dal Catai. Un'iscrizione presso Cipango dice «Quest'isola si trova 1500 miglia ad est della costa del Mangi. Contiene molto oro, ma non è facile impossessarsene. Sono idolatri»: probabilmente un riferimento alle informazioni riportate da Marco Polo.
L'America del Sud viene rappresentata come un continente separato, a sud-est dell'Asia.

## Storia
Disegnata da Giovanni Contarini, la carta fu incisa a Firenze da Francesco Rosselli nel 1506.
L'unica copia conosciuta fino ad oggi è stata scoperta nel 1922 e si trova pressa la British Library.